# Bonamia sphaerocephala
Bonamia sphaerocephala là một loài thực vật có hoa trong họ Bìm bìm. Loài này được (Dammer) Ooststr. mô tả khoa học đầu tiên năm 1936.